# دی جی کو

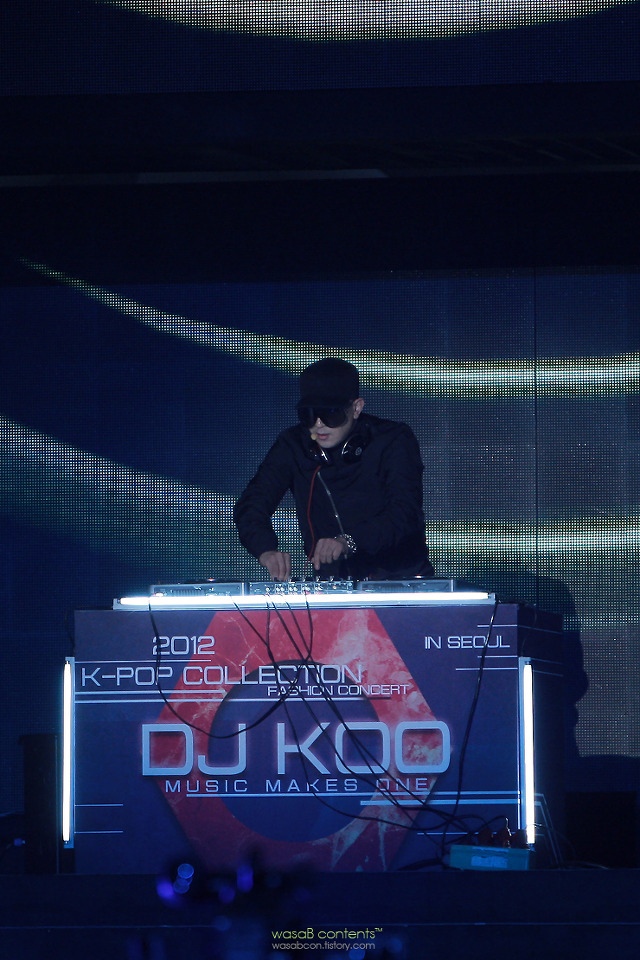
دی‌جی کو، خواننده و دی‌جی اهل کره‌جنوبی - ۲۰۱۴

کو جون-یوپ {{به کره‌ای|구준엽}} مشهور به «دی‌جی کو» (زادهٔ ۱۹۶۹ سپتامبر ۱۱) است. او یکی از خوانندگان و دی‌جی‌های کرهٔ جنوبی است.
- سرگرمی: تمرینات با وزنه، و نقاشی‌های دیواری
- تخصص: نقاشی (طراحی)، رقص
- آغاز کار: ۱۹۹۰ هون جین یانگ و واح واح
- جوایز: ۲۰۰۱ جایزه موفقیت مادام العمر Mnet

## تحصیلات
دی جی کو در سال ۸۴:۱۹۸۵ وارد دبیرستان کونیکا ام شده و در سال ۱۹۸۸ فارغ التحصیل شد. او همچنین در این مدرسه خوانندگی و تئاتر بازی می‌کرد وبرندهٔ نفر اول تئاتر در این دبیرستان شد. او در دانشگاه   Kyungnam تحصیل کرده است.